# Ani Mijačika
Ani Mijačika (rođena 15. lipnja 1987.) hrvatska je tenisačica. Studirala je na Sveučilištu Clemson u Južnoj Karolini te igrala tenis za njihovu ekipu. Njen najviši WTA ranking (193.) dosegla je 17. listopada 2011., dok je najviši ranking u paru (222.) postigla 19. rujna 2011.

## Vanjske poveznice
- Profil na stranici WTA Toura (engl.)